# Grammaire de Port-Royal
La Grammaire de Port-Royal, publiée sous le titre original Grammaire générale et raisonnée contenant les fondemens de l'art de parler, expliqués d'une manière claire et naturelle, parfois aussi désignée sous les expressions Grammaire générale et raisonnée de Port-Royal ou Grammaire générale de Port-Royal est un ouvrage de grammaire de la langue française d'Antoine Arnauld et Claude Lancelot.
Il aborde des aspects de la grammaire du français, et des éléments de philosophie du langage, inspiré des Règles pour la direction de l'esprit de Descartes.
L'ouvrage sera suivi de la Logique de Port-Royal. Les deux ouvrages portent le nom du haut-lieu du jansénisme Port-Royal des Champs.

## Contexte
Un essor culturel a lieu dans les milieux jansénistes et des intellectuels se regroupent à Port-Royal des Champs.
Antoine Arnauld regrette que la plupart des grammaires du XVIe siècle sont des inventaires se contentant de repérer des similitudes entre des formes et offrir un classement, reprenant de façon constante les grammaires précédentes, position qu'il qualifie de « savoir pauvre » et « condamné à ne connaître toujours de la même chose, mais à ne la connaître qu'au terme jamais atteint d'un parcours indéfini. »
Parallèlement à la mise en place d'un système d'enseignement, il écrit avec Claude Lancelot une grammaire. Au lieu de suivre la position du XVIe siècle, la Grammaire de Port-Royal aborde la question sous l'angle de la philosophie du langage et tâche de déterminer le problème de la présentation. Arnauld ne voit pas dans l'idiome tant une série de règles simples et immuables, comme l'algèbre, mais une évolution naturelle.

## Présentation
La Grammaire de Port-Royal se découpe en deux parties.
La première aborde la phonétique, la composition de syllabes et comment elles forment des mots.
La seconde partie suit une présentation de grammaire plus traditionnelle, étudiant les noms, les verbes, les prépositions, tout en s'intéressant à la question de la signification philosophique, pour le locuteur, de ces catégories de mots.
L'analyse des signes n'y est pas abordée, mais le sera dans la Logique de Port-Royal.

## Réception
Pour le linguiste J.-C. Chevalier, la Grammaire de Port-Royal est un apport positif en tant que précurseur de la grammaire universelle mais elle se dérobe à une tentative de définition formelle du langage, et elle évite la comparaison entre les mécanismes de grammaire du latin et du français, niant par là la spécificité de chaque langue.

## Postérité
Le linguiste Noam Chomsky développe l'idée de et le concept de grammaire universelle, et note que la Grammaire de Port-Royal est le premier ouvrage à aborder cette conception.